# Nestvaren
De nestvaren of vogelnestvaren (Asplenium nidus) is een varen uit de streepvarenfamilie (Aspleniaceae). Het is een soort van tropische streken in Zuidoost-Azië, Australazië, India en Oost-Afrika, die populair is als kamerplant.
De benaming 'vogelnestvaren' wordt soms ook gebruikt in ruimere zin, om een aantal aan A. nidus verwante soorten aan te duiden.

## Naamgeving en etymologie
Synoniemen: Asplenium ficifolium Goldm., Thamnopteris nidus (L.) C. Presl., Neottopteris rigida Feé
De botanische naam Asplenium is afgeleid van Oudgrieks ἄσπληνον, asplēnon (= miltkruid). De soortaanduiding nidus betekent 'nest'.

## Kenmerken

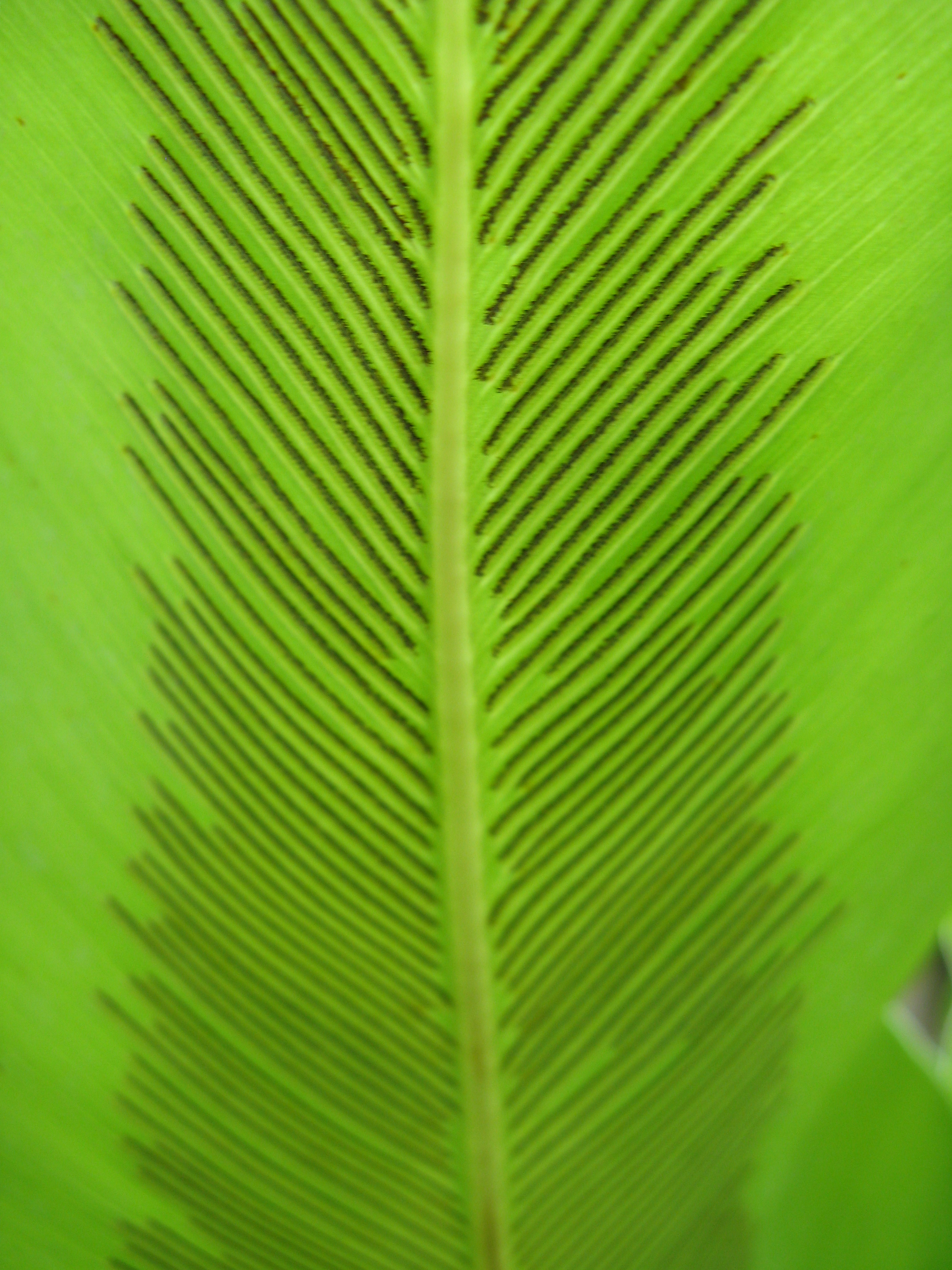
Detail sporenhoopjes

De nestvaren is een epifytische, lithofytische of terrestrische varen met in bundels geplaatste, 50 tot 150 cm lange lichtgroene ongedeelde bladen, met een zwarte middennerf en gegolfde bladranden. Er is geen verschil tussen steriele en fertiele bladen. De sporendoosjes liggen in dwarse rijen aan de onderzijde van het blad, van de middennerf tot dicht bij de bladrand. Wanneer de sporen rijpen, rollen de bladen zich op en vormen dan een enorm bruin nest tussen de takken van de bomen.

## Voorkomen
De nestvaren leeft voornamelijk als epifytische plant op bomen, waar hij water en humus verzamelt in de kelk die gevormd wordt door zijn bladeren. Hij verkiest warme en vochtige plaatsen, ten minste gedeeltelijk in de schaduw. Hij komt voor in tropische streken van Zuidoost-Azië, Australië (voornamelijk Queensland), Hawaï, Polynesië, Christmaseiland, India en Oost-Afrika.

## Cultivatie
Nestvarens worden vaak verkocht als kamerplant, alhoewel het meestal niet om A. nidus gaat, maar om een aantal zeer nauw verwante soorten, zoals A. australasicum.
Buiten het gebruik als kamerplant, wordt de nestvaren in Taiwan gegeten, en in Hawaï gebruikt als medicijn.
... · 
A. adiantum-nigrum (Zwartsteel) · 
A. adulterinum · 
A. aethiopicum · 
A. ×alternifolium · 
A. anceps · 
A. aureum · 
A. azoricum · 
A. billotii (Lancetvormige streepvaren) · 
A. bulbiferum · 
A. ceterach (Schubvaren) · 
A. cuneifolium · 
A. filare · 
A. fissum · 
A. fontanum (Genaalde streepvaren) · 
A. foreziense (Forez-streepvaren) · 
A. hemionitis · 
A. jahandiezii · 
A. lepidum · 
A. lolegnamense · 
A. majoricum · 
A. marinum (Zeestreepvaren) · 
A. nidus (Nestvaren) · 
A. obovatum · 
A. octoploideum · 
A. onopteris · 
A. petrarchae · 
A. ruta-muraria (Muurvaren) · 
A. scolopendrium (Tongvaren) · 
A. seelosii · 
A. septentrionale (Noordse streepvaren) · 
A. trichomanes (Steenbreekvaren) · 
A. trichomanes subsp. coriaceifolium · 
A. trichomanes subsp. pachyrachis · 
A. trichomanes subsp. quadrivalens · 
A. trichomanes subsp. trichomanes · 
A. viride (Groensteel) · 
A. viviparum · 
...